# Université préfectorale d'arts d'Okinawa
L'Université préfectorale d'arts d'Okinawa (沖縄県立芸術大学, Okinawa kenritsu geijutsu daigaku) est une université publique du Japon située dans la ville de Naha.